# گمینا لوبوخنگا
گمینا لوبوخنگا (به لهستانی:  Gmina Lubochnia) یک گمینا در لهستان است که در شهرستان توماشوف مازوویتسکی واقع شده‌است. گمینا لوبوخنگا ۱۳۱٫۵۵ کیلومتر مربع مساحت و ۷٬۶۰۰ نفر جمعیت دارد.